# Ron Ben-Yishai
Ron Ben-Yishai (Gerusalemme, 26 ottobre 1943) è un giornalista israeliano.

## Biografia
Ben-Yishai è nato a Gerusalemme nel 1943. Arruolatosi nell'esercito israeliano, ha servito nella Brigata Golani. Si è laureato in Economia e Geografia presso l'Università Ebraica di Gerusalemme nel 1967.